# Иман Дулатулы
Иман Дулатулы (Иман-батыр) (каз. Иман Дулатұлы (1780, Торгайский уезд, Тургайская область, Российская империя (ныне Амангельдинский район, Костанайская область, Казахстан) — 1847, урочище Кеклик Сенгир у реки Карасу, (ныне Кыргызстан) — казахский народный батыр, полководец, один из руководителей народно-освободительного восстания против колониальной политики России, сподвижник Кенесары.

## Биография
Иман-батыр Дулатулы, один из героев восстания под предводительством Кенесары Касымулы против русского колониализма, родился в 1780 году в Кызылжаре, бывшем ауле Торгайского оязы Кайдаула Дулата.
Выходец из рода узун (узын)-кыпшак Среднего жуза из рода Бегимбет его дед Какай и отец Дулат прославились в боях против джунгарских войск. Батыр Дулат вместе с братьями и отцом выступили во главе кыпчакского войска. 
От Дулата родилось девять сыновей, пятеро из них стали героями с копьями в руках и стали известны как «аул пяти батыров». Восьмого сына Дулата нарекли Иманом.  
В 1838 году аул Иман-батыра, поселился вдоль рек Торгай и Жиланшик, позже подвергся нападению колонистов царского правительства. Иман присоединился к восстанию Кенесары Касымова после того как в 1838 году султан Ахмет Жантурин разорил его аул . 
Семья Имана-батыра перемещалась вместе с армией Кенесары. После гибели Имана она оказалась в Илийском крае. Старший сын Имана – Бердалы остался в Илийском крае, а Балык (Бердикожа) (1820 - 1903) и Удербай в поисках лучших мест откочевали сначала на Каратау, затем в Туркестан и далее в Ак-Мечеть (ныне Кызыл-Орда)  .
Он был сильным руководителем и одним из уважаемых полководцев Кенесары, последнего хана, который в течение десяти лет вел упорную борьбу против колонизационной политики Российской империи. Иман Дулатулы возглавлял Тургайское войско хана Кенесары. Вместе с Агыбай батыром, Шокпар шешеном, Сайдаком кожа и братом Наурызбаем входил в Ханский совет Кенесары. 
Дедушка лидера Среднеазиатского восстания 1916 года Амангельды Иманова.
Эти сведения упоминаются в работе Е. Бекмаханова «Казахстан в 20-40-е годы XIX века» и в сведениях народного поэта О. Шипина.
Проявил себя как талантливый полководец в военных действиях в Акмолинском приказе у крепости Кокалажар, в местностях Айдарлы, Байток, в битвах в Улытауских, Торгайских, Ыргызских степях.
Кенесары очень любил и уважал Иман-батыра, обращался к нему «Көсем көк» (Небесный полководец), «Боз жорға» (Серый иноходец), «Аян» (Предзнаменование, известный).  Героя называли «Аян, Айеке» за его репутацию перед дружиной, «Көсем көк» за его красноречие и ум, а «Боз жорға» как самого старейшего и мудрого военачальника и бороды. Кенесары всегда уважал его, говоря, что «без него история не была бы интересной».
В 1839 году ханские войска окружили крепость Кокалажар, где укрепились царские войска, на берегу реки Есиль, и долго не могли взять ее. В это время неожиданно появился Иман Батыр со своим небольшим войском, избежал засады и уничтожил отряд.
Воины под предводительством Батыра проявили мужество в войнах против карательных отрядов под предводительством султанов, унтер-офицеров Лебедева, Симонова, Карбышева, Коныркулжи Кудаймендина, Ахмета Жанторина, стоявших лагерем между Актау и Акмолой. В 1845 году царская Россия построила крепости Тургай и Иргиз, одна из которых была названа Оренбургской, а другая Уральской, и Кенесары-хану пришлось оттеснить повстанческие силы на юг страны.
Когда среди военачальников возникли разногласия по этому вопросу, Иман-батыр проявил лидерство, призвал батыров к единству и стойко защищал политику хана. В 1847 году оставался до конца верным сторонником Кенесары. Ряд казахских батыров не отступил от присяги и вместе с ханом попали в плен в бою против кыргызского манапа Ормана на восточном склоне горы Кекилик, близ современного города Токмак в местечке Майтобе. Казнен в возрасте 67 лет. В этой последней войне вместе с батыром погибли и его братья Тауык, Кейки, Карауыл. 
А его старший сын Бердалы Иманулы выжил и укрылся со своим аулом в Андижане. В найденной позднее рукописи Амангельды Иманова указан его точный адрес.

## Семья
Сыновья: старший Бердалы, Балык (1820—1903), Удербай Иманов (1829—1879) со своими братьями и отцом принимал участие в походах Кенесары. Удербай, защищая своих родственников, получил тяжёлые увечья. В дальнейшем он от них и скончался.
Внуки: дети Удербая: Бектепберген (1870—1921), Амангельды Иманов (1873—1919). Дети Балыка: Амантай (1876—1931), Есентай (1884—1933) и приемный сын Байегиз.
Правнуки: дети Бектепбергена: (приемная дочь Амангельды) Макен Иманова (1904—1976). Дети Амангельды Иманова: старший Амангельдиев Рамазан (1911—1941),  Иманов Шарип (1914—2000). Дети Есентая: Сұлтан (Бексултан) (18.06.1917 - 16.10.1981), Рахым (1926-2012) и Рахымқұл (1928-2019). 
Праправнуки: дети Рамазана: сын Амангельдиев Батырлан Рамазанович (кандидат технических наук), дочь Амангельдиева Райхан Рамазановна (кандидат медицинских наук, член общества «Знание»). Дети Шарипа: Акылбек Иманов (1941-2019) 

## Память
В 2000 году в Костанайской области в центре Амангельдинского района был установлен памятник батыру Иману Дулатулы.
По преданиям, сопка Иман-тау, на линии Турксиба, близ реки Или, в свое время была названа так казахскими массами в честь Имана Дулатулы как памятник борьбы за свободу казахского народа.